# 在日韓国民主統一連合
在日韓国民主統一連合（ざいにちかんこくみんしゅとういつれんごう）は、「大韓民国（韓国）の民主化と祖国統一」をスローガンとする在日韓国人の運動団体。略称は韓統連（かんとうれん）。

## 概要
韓国民主回復統一促進国民会議（かんこくみんしゅかいふくとういつそくしんこくみんかいぎ、略称：韓民統、かんみんとう）として発足し、1989年の組織改編により現在の形となった。本部所在地は東京都千代田区。
韓国では大法院の判決により、北朝鮮政府、及び朝鮮総連と共に「反国家団体」との判断が確定している。

## 沿革
韓統連は、在日本大韓民国民団（民団）の元団員を中心メンバーとし、金大中の韓国民主化運動と反「軍部独裁」政権運動を支持・援助する事を目的に結成された。
1961年の5・16軍事クーデター後、民団では本国の朴正煕政権を支持する中央執行部（従属派）と、四月革命の完遂を目指す在日韓国青年同盟（韓青）を始めとする一部の団員（民主派）が対立していた。両者の対立は1969年の3選改憲を機に激化し、大韓民国中央情報部（KCIA）の介入もあって、一部民主派団員の民団からの除名や韓青の民団からの追放（1972年7月）が行なわれた。だが、それでも民主派勢力は民団内から完全に駆逐されず、1972年の南北共同宣言の発表を機に「祖国統一の推進」を名目として朝鮮総連と公に接触するようになっていった。
そのような中、当時アメリカへ亡命していた金大中が、韓国国外の反体制的な韓国人を糾合する団体の設立を呼びかけた。それに対し日本では韓青や民主派の民団団員が呼応し、1973年に金大中を議長へ推戴する韓国民主回復統一促進国民会議（韓民統）を結成することで合意した。だが、結成1週間前の8月8日に金大中事件が発生したため、8月15日の結成宣布大会以降は在日韓国人の金載華が代表代行を務めることになった。結成後、韓民統は韓国の反維新体制運動支援（韓国国外における反韓の世論喚起）、に金大中を始めとする韓国国内の政治犯釈放運動、及びに全泰壱の紹介による等韓国の労働運動支援等を展開した。しかし1978年に韓国の裁判所から学園浸透スパイ団事件（北朝鮮によるスパイ活動）の首謀組織として認定されると、韓民統は国家保安法における「反国家団体」に指定されて関係者の韓国への帰国が事実上不可能となった。
粛軍クーデターと光州事件を経て全斗煥政権（第五共和国）が誕生すると、韓民統は上記の活動に加え、「自主・平和・民族大団結」をスローガンとする朝鮮統一　運動の支援、在韓米軍の対北朝鮮軍事演習に対する反戦運動・平和運動と韓国における反米活動の支援、全斗煥訪日（1983年）後の日韓関係に対する批判を行うようになり、社会主義インターナショナルとも協力するようになった。その後、1987年の民主化宣言を経て第六共和国体制が成立すると、韓国の民主化が一応は達成されたことで組織の活動内容が大きく変わるようになった。そのため、1989年に韓民統を在日韓国民主統一連合（韓統連）に改編し、在日韓国人の団体としての性格を強めたうえで、活動の主軸を韓国の民主化から朝鮮統一問題の解決へと移していった。しかし、韓国国内の統一運動支援に関連させる形で、韓統連は1990年に韓国の裁判所から国家保安法における「反国家団体」に再度指定され、関係者の韓国帰国は引き続き不可能となった。
1990年代を通じ、韓国における韓統連の扱いは国家保安法に反する「犯罪集団」のままだった。だが1998年に金大中が大統領に就任すると、2003年に団体構成員の一時帰国が韓国政府から初めて認められ、構成員の合法的な韓国帰国が可能となった。その後、2004年には訪韓した団体構成員が金大中と再会し、韓民統は金大中・盧武鉉の両政権時代に何度か訪韓を繰り返した。しかし、李明博政権になった2009年には韓国大使館から訪韓幹部への出頭要請や、訪韓する会員への入国時の取り調べ実施を通告されるようになった。11月19日の東京新聞によると、これは裁判所の1990年の判断を根拠に韓国政府が「韓統連は国家保安法上の捜査対象の組織」との立場を堅持しているためで、金大中、盧武鉉、政権時代に入国時の取り調べを行わなかったことを「当時の政治的判断」としているという。以降、韓統連構成員の自由な訪韓は事実上不可能な状態が続いていたが、文在寅政権発足後の2019年3月に15年ぶりの韓国訪問を実現した。

## 活動内容
韓統連の公式ページにおける団体の主要な活動内容は、下記の通り。
- 朝鮮統一問題の解決にむけた努力
  - 連邦制（北朝鮮提案型）による南北統一の推進
- 国家保安法の廃止等を通じた韓国の更なる民主化推進
- 在日韓国・朝鮮人の権益確保に向けた努力
  - 民族教育の推進
    - 2010年4月から実施予定の「高校授業料無償化法案」で朝鮮学校は対象外とするべきという世論が高まると、文部科学省を訪問し「高校授業料無償化法案の朝鮮学校への適用を求める要請書」を提出した[14]。
- 日本の「良心的な人々」と人権問題・差別問題や平和運動（反戦運動）で連帯し、各種市民運動などに協力する
  - 2010年、「戦争と女性への暴力」日本ネットワークと連携し「『韓国併合』100年 真の和解・平和・友好を求める2010年運動」を開始する。
- その他文化的活動
  - 一般人にも開放された祝祭「統一マダン」の実施
  - 各地域における在日コリアン同士の交流活動
  - 韓国語教室、朝鮮史教室の開催

### デモ
2016年12月20日には共闘関係にある連帯ユニオンの関生支部から９名が参加した大阪・生野での「朴槿恵は退陣せよ！」と叫ぶろうそくデモを傘下の在日韓国青年同盟と共に主催して約100人ほど集めている。

## 地方組織と傘下団体
韓統連は、東京の中央本部と8つの地方組織で成り立っている。
1. 東京本部（東京都）
2. 神奈川本部（神奈川県横浜市神奈川区）
3. 愛知本部（愛知県名古屋市昭和区）
4. 三重本部（三重県四日市市）
5. 京都本部（京都府京都市南区）
6. 大阪本部（大阪府大阪市生野区）※生野区、福島区、東大阪市に支部がある。
7. 兵庫本部（兵庫県尼崎市）
8. 広島本部（広島県広島市西区）

また、傘下団体には次の3つがある。
1. 在日韓国人学生協議会(学生協)
2. 在日韓国青年同盟（韓青）
3. 在日韓国民主女性会（民主女性会）

### 在日韓国人学生協議会
略称学生協。設立年は不明。
2015年10月末時点では公式ページが閉鎖されており、具体的な活動や役員等については不明である。

### 在日韓国青年同盟
略称韓青。1960年に設立。元々は民団の傘下団体であったが、1972年に民団傘下団体資格の取消処分を受けた後、韓民統へ下部組織として加わった。そのため、韓青の歴史は上部組織の韓統連本体よりも長い。

### 在日韓国民主女性会
略称民主女性会。1986年に設立された。
活動
- 従軍慰安婦問題について、日本政府への抗議活動[18]
- 朝鮮学校補助金存続運動

役員
- 会長： 金知栄
- 大阪本部事務局長: 方清子[19]

出版物
- 在日韓国民主女性会編『朝鮮人従軍慰安婦:隠ぺいされた歴史に今こそ光を!』韓国女性問題資料集8、1991年[20]
- 在日韓国民主女性会編『朝鮮人従軍慰安婦:真の謝罪と補償を求めて 第2集』韓国女性問題資料集10、1992年[21]

## 機関誌
韓統連には、機関誌として月刊の民族時報がある。1972年創刊で2014年以降は毎月第一金曜日に発行、公式サイトでは1996年11月（第804号）以降の記事が一部を除いて閲覧できる。

## 関連文献
- 「八一三裁判」記録再刊委員会（著）『罠 2006.5.17』晩聲社、2006年7月。ISBN 4-89188-330-8